# マルクス・リキニウス・クラッスス
マルクス・リキニウス・クラッスス（ラテン語: Marcus Licinius Crassus, 紀元前115年頃 - 紀元前53年）は、共和政ローマ時代の政務官。第三次奴隷戦争でスパルタクスを討ち取り、グナエウス・ポンペイウス及びガイウス・ユリウス・カエサルと共に第一回三頭政治を行った。後に資産家となったクラッススは、ディウェス（金持ち）というアグノーメン（添え名）をつけられることがあるが、当時そう呼ばれていたかは学者によって意見が分かれる。

## 生涯

### 前半生
紀元前115年かその翌年生まれ。父はプブリウス・リキニウス・クラッスス (紀元前97年の執政官)、母はウェヌレイアで、三人兄弟の末っ子だった。プルタルコスによれば、兄2人は結婚した後も実家で一緒に住んでおり、クラッススが贅沢に溺れなかったのはこのときの経験が元だろうとしている。兄の一人が亡くなると、その未亡人をクラッススが引き受け結婚したという。紀元前87年にガイウス・マリウスとルキウス・コルネリウス・キンナがローマを占拠した際、もう一人の兄と父は亡くなったが、クラッススが結婚したのは長男プブリウスの妻テルトゥッラであろうと考えられている。
ローマを制圧してからわずかの間でマリウスは死亡、その後はルキウス・コルネリウス・キンナがローマを支配した。クラッススは父や兄弟の死に連座することはなかったが、ローマからヒスパニアへ逃れた。

### スッラ配下時期

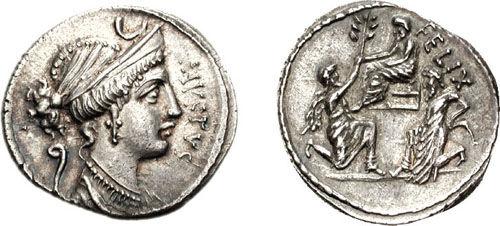
スッラを象った硬貨

ポントス王ミトリダテス6世との間で一応の和約が成立したスッラは、紀元前84年にローマへと進軍を始めた。クラッススはスッラの支持者でアフリカ属州を根拠地としたクィントゥス・カエキリウス・メテッルス・ピウスのもとに身を寄せたが、やがて仲違いしてスッラの許へと向かった。スッラはクラッススに一軍を与えて、マリウス派の残党討伐に向かわせた。その際にクラッススは護衛兵をつけて欲しいと頼んだが、スッラに「お前の父や兄弟が討たれた敵を我々は攻めているのだ」と返され、クラッススは発奮したと伝わっている。
紀元前82年、ポプラレスの残党と敗残のサムニウム人がスッラを打倒するべくローマへ進撃した時、スッラは軍の右翼の指揮をクラッススに任せた。このポルタ・コッリナの戦いで、クラッススが率いた右翼はサムニウム軍を撃破し、スッラの勝利に貢献した。
スッラ配下の武将として地盤を作ったクラッススの次の関心はマリウス派によって収奪された家族の財産を再建することであった。スッラによるプロスクリプティオにより、ポプラレスや政敵の財産が全て没収されて競売に付した際に、クラッススはこれらの財産を買い叩いた。
また、クラッススは銀山や高価な土地を多数保有するようになったが、中でも優秀な奴隷を多く抱えてそれらの経営を任せたことで、一層の蓄財が可能となった。更に、火事になった家の周辺の隣家が延焼を恐れて持ち家や建物・土地を手放すのをいち早く情報を仕入れた上でそれらを買い占め、その後に自らが雇っていた建築に携わる奴隷にそれらを壊させたためにローマの大部分がクラッススの所有物になったとされる。
紀元前78年にスッラは死去したが、上述のように多くの富を得たクラッススはローマ政界での有力者の1人に数えられるまでとなった。財産を形成したクラッススの次の関心は政治キャリアを重ねることであった。スッラに近い派閥にいたこと、ローマで最も裕福であったこと、コンスルやプラエトル出身者を多く持つ一族の出身であったことからも有利な立場であった。ただし、同じスッラの配下で多くの軍功を挙げて、スッラから「マグヌス(偉大なの意）」とも称されたグナエウス・ポンペイウスに比べると、クラッススの軍功が見劣りする点は否めなかった。

### スパルタクスとの対決

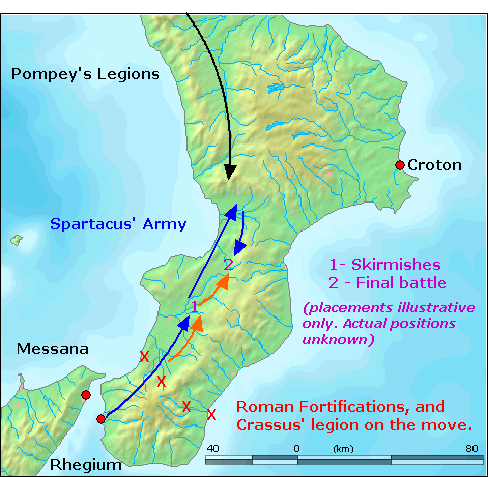
第三次奴隷戦争（紀元前71年）、クラッスス軍（橙）、スパルタクス軍（青）、ポンペイウス軍（黒）

紀元前70年代はローマ各地で反乱や戦争が勃発した時期であった。マリウスの時代よりローマを悩ませていたポントス王ミトリダテス6世との戦争には、当時のローマで最高の武将と称されたルキウス・リキニウス・ルクッルスが派遣され、最後のマリウス派であったクィントゥス・セルトリウスによるヒスパニアでの反乱の鎮圧に当たっていたメテッルス・ピウスの支援にはポンペイウスが派遣された。
紀元前73年にイタリア国内で勃発した第三次奴隷戦争へ、元老院は当時の執政官ルキウス・ゲッリウス・プブリコラらに軍を率いて討伐に向かわせたがことごとく敗北した。クラッススは、自らの財産で訓練された新しい部隊を率いてスパルタクス軍を討伐すると申し出て、元老院はクラッススをスパルタクス討伐へ派遣した。クラッススはレガトゥス（総督代理）のムンミウスへ戦闘を避けて様子を窺うよう指示したものの、ムンミウスはスパルタクスへ戦いを仕掛けたため、ローマ軍は多くの死者を出し、兵の多くも逃亡する無残な敗北を喫した。クラッススは見せしめとして十分の一刑を兵士らに実施、これは極めて異例のことであり、兵士達を奮い立たせたものの、信望を失うことともなった。
紀元前71年、クラッスス率いるローマ軍団はルカニアでスパルタクス軍を包囲した。ヒスパニアからポンペイウス、トラキアからルキウス・リキニウス・ルクッルスの弟マルクス・テレンティウス・ウァッロ・ルクッルスがイタリアへ向かっていると知らせを受けたスパルタクスはクラッスス軍との戦闘を決意、両軍は激突したが、スパルタクスを含む多くの剣闘士・奴隷が戦死して、6,000人の反乱軍兵士を捕虜とした。クラッススは捕虜とした6,000人の兵士全てをアッピア街道に沿って磔刑に処した。処刑された奴隷兵の死体は下ろされずにしばらくの間見せしめとして晒されたと伝わっている。
クラッススはスパルタクスとの決戦に勝利はしたものの、北部への逃走を試みた約5,000の奴隷軍を殲滅させたポンペイウスが元老院に対し、「戦争を終わらせたのは自らである」と報告したため、奴隷戦争での第一の功をクラッススは失うこととなった。これによって、クラッススとポンペイウスの関係は抜き差しならぬ関係になることとなった。

### ポンペイウスとの暗闘
紀元前70年、ポンペイウスがコンスルへ野心を露にしたのに対抗して、自らもコンスルへの立候補を表明。結果、ポンペイウスと共にクラッススはコンスルに選出された。クラッススはローマ市民1万人を食事に招待して、各家族に3ヵ月生活を持続できるくらいの食事を分配することによって、富を示した。クラッススは当時の政界で人並み以上の弁舌の才能を持ち、ポンペイウスが市民人気の高さから市民集会に勢力基盤を持つのに対して、クラッススは元老院で最も勢力を持った。
紀元前66年、当時アエディリス（按察官）であったガイウス・ユリウス・カエサルが首謀し、クラッススを独裁官とし、カエサル自身がマギステル・エクィトゥム（騎士長官）となり、反対派の元老院議員を殺害した上で国家を壟断しようとする計画が持ち上がったものの、未遂に終わったとされる。
紀元前65年に、クラッススはオプティマテスに属するクィントゥス・ルタティウス・カトゥルスと共にケンソル（監察官）に選出された。クラッススはケンソル在任中にエジプトを私物化しようと策略したが、カトゥルスが抗議の意を以て辞任し、クラッススはケンソルの職共々野望も諦めざるを得なかった。

"Cicerone denuncia Catilina"、キケロによるカティリナ弾劾演説を描いたイタリア人画家チェーザレ・マッカリによる1888年の作

紀元前63年に発覚したルキウス・セルギウス・カティリナによる国家転覆の陰謀へクラッススが関わっているとマルクス・トゥッリウス・キケロが名指しで批判した。そのため、キケロを憎んだクラッススはキケロを抹殺しようと考えたが、息子のプブリウスが仲介に入り、キケロと一先ずは和解した。なお、ケンソル辞任後は軍事での指揮権（インペリウム）を得る目的もあって、「フラメン・ディアリス」（ユーピテル神官)への就任を断念し、一元老院議員としての地位に留まった。

### 三頭政治
ポンペイウスとクラッススの関係はローマでは知らぬ者がいないぐらいの犬猿の仲であった。実際にポンペイウスがオリエント遠征から帰国して独裁政治を行うとの噂が出た際に、クラッススは家族・財産を持ってローマを離れたと伝えられている。カエサルの仲介によって紀元前60年にクラッススは宿敵ポンペイウス及びカエサルを交えた三者間でとの政治同盟（三頭政治）を組むことで合意した。
翌紀元前59年、カエサルがコンスルへ就任し、クラッススらがかねてより主張していた属州税徴収官（プブリカヌス）に対して徴税額の3分の1を前払いで納税するように定めた規則を廃止したほか、ポンペイウスが征服した東方属州の再編案も可決するなど、三者によって国政をリードした。紀元前58年からはプブリウス・クロディウス・プルケルが護民官に選任され、キケロをローマより追放、ポンペイウスへ圧力を掛けるなどローマ国政を壟断したが、この時期のクラッススに関する動向は文献からもはっきりしない。
紀元前56年、クラッススはポンペイウス及びカエサルとルッカで会談を持ち、紀元前55年から再びポンペイウスと共にコンスルに就くことを密約。密約通りにコンスルに選任されたクラッススは、紀元前54年から5年間シリア属州総督としてインペリウムを得る法が可決され、同時にポンペイウスにヒスパニア属州、カエサルにガリア属州の5年間のインペリウムを与える法も可決された。

### パルティア遠征

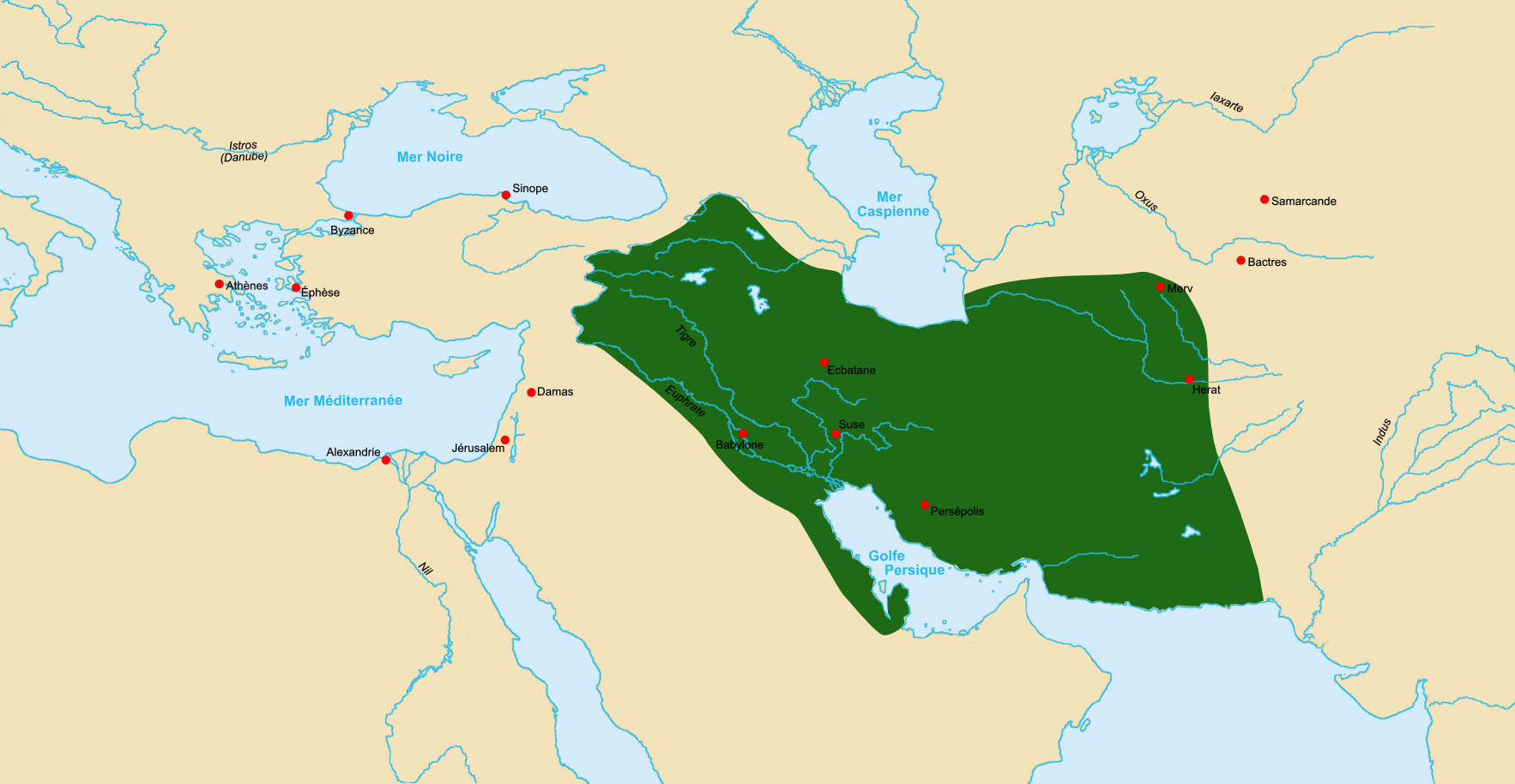
紀元前60年頃のパルティア

コンスルの任期が終わらないうちにクラッススはローマを離れて、ブルンディシウム（現：ブリンディシ）よりガラティアを経由して、シリア属州へと入り、アンティオキアで冬を越した。クラッススはポンペイウスやルクッルスが成し遂げられなかったパルティア征服の野望を抱いた。息子のプブリウス・リキニウス・クラッススはガリア戦争に従軍させていたが、カエサルは騎兵を付けてこの遠征に送り出している。アルメニア王アルタウァスデス2世は、アルメニア領へと進軍することが考えられるパルティアを迎え撃ち易いこと、補給路が容易であることの理由から、クラッススにアルメニアを経由してパルティア領へと侵攻するよう提案し、クラッススが率いる約4万の軍の兵站もクラッススに約束したが、クラッススはアルタウァスデス2世の提案を断り、砂漠地帯を横切ってパルティア領へ進むことを決断した。
紀元前53年、クラッスス軍はカルラエ（現：ハッラーン）でスレナス率いる騎兵部隊のパルティアンショットによる攻撃の前に敗北を喫した。クァエストル（財務官）ガイウス・カッシウス・ロンギヌスは戦線の再編成を主張したがこれを退けた。しばらくしてカッシウスは戦線を離脱し、手勢を率いてシリア属州まで撤収した。カッシウスの提案の後にパルティア側から交渉の申し出があり、兵士らはクラッススに交渉に応じることを要求した。クラッススは罠とは知りながら「私は敵に騙されて死んだのであって、市民諸君によって敵に売り渡されたわけではない」との言葉を残して、パルティア軍との交渉に向かった。
オクタウィウス（レガトゥス）ら数名の部下と共にパルティア軍陣地に徒歩で向かったが、クラッススがパルティア軍から馬を与えられて騎乗したと同時に、パルティア軍から攻撃を受けて、クラッススは捕獲され、溶かした金を口に注がれて殺された。
クラッススは戦闘中に殺されたとも、横たわっているところを頭と右手を落とされたとも伝わる。
クラッススの死とポンペイウスに嫁いだカエサルの娘ユリアの死によって（紀元前54年没）、微妙な関係にあったポンペイウスとカエサルの関係を抑えていた重石が外れる格好となり、やがてカエサル派と元老院派がローマを二分して争うローマ内戦が勃発することとなった。

## 逸話
- カエサルがヒスパニア属州へ総督として赴任する祭、未払いの借金支払いを要求する債権者達に出発を阻止され、クラッススに助力を依頼し830タラントを引き出して保証人としたとプルタルコスは伝えているが[12]、アッピアノスは同じ逸話でクラッススには言及せずカエサルが自力で債権者達を説得したとしている[13]。
- 当時の政治家・元老院議員を悩ませたシキニウスという煽動家はクラッススへの攻撃は控えていたが、「なぜ、クラッススは見逃すのか」という問いに対して、「角で突き掛かる牛に注意を促す為にその角に秣（まぐさ）を付ける」というローマの風習をもじって「クラッススは角に秣をつけている」と答えた[14]。

## 年表
- 紀元前115年頃 - ローマで生まれる
- 紀元前97年 - 父プブリウスが執政官（コンスル）に就任
- 紀元前87年 - ガイウス・マリウスによるローマ侵攻。父プブリウスらは殺害され、クラッススはヒスパニアへと逃亡
- 紀元前84年 - ローマへ侵攻するスッラ軍へ参加
- 紀元前82年 - ポルタ・コッリナの戦い（ドイツ語版）でスッラ軍の一翼を任され、勝利に貢献
- 紀元前78年 - スッラ死去
- 紀元前73年 - プラエトル（法務官）に就任
- 紀元前71年 - ルカニアでスパルタクスを討ち取る
- 紀元前70年 - コンスルに就任（同僚はグナエウス・ポンペイウス）
- 紀元前65年 - ケンソル（監察官）に就任
- 紀元前63年 - カティリナによる国家転覆騒動が持ち上がる
- 紀元前59年 - 第一回三頭政治、ガイウス・ユリウス・カエサルがコンスルに就任
- 紀元前56年 - ルッカ会談
- 紀元前55年 - コンスルに就任（同僚はポンペイウス）
- 紀元前54年 - パルティア侵攻を開始
- 紀元前53年 - カルラエの戦いで敗死